# Tampon država
Tampon država je država koja se nalazi između dve suparničke države (često velesila) ili dve različite sfere uticaja. Ove države, kao teritorije razdvajanja, često su u službi sprečavanja sukoba i konfrontacija između teritorija koje razdvajaju. Tampon države, ukoliko su nezavisne, najčesće vode neutralnu spoljnu politiku, u čemu je i njihova razlika u odnosu na tzv. satelistke države.
Koncept tampon države je deo teorije Balans moći koji je prisutan u evropskim strateškim i diplomatskim principima od 17. veka.
Primeri tampon država su:
- Avganistan izmedju Ruske i Britanske Imeprije (anglo-ruska konvencija iz 1907. godine),
- Poljska između Trećeg rajha i Sovjetskog Saveza (Drugi svetski rat, sporazum Ribentrop—Molotov),
- Nepal i Butan između NR Kine i Indije itd.